# Thomas Jefferson Randolph
Thomas Jefferson Randolph (* 12. September 1792 auf Monticello bei Charlottesville, Virginia; † 8. Oktober 1875) war ein US-amerikanischer Pflanzer, Geschäftsmann, Politiker, Rektor der University of Virginia und Colonel im konföderierten Heer.

## Herkunft und Familie
Thomas Jefferson Randolph war das zweite Kind und der älteste Sohn von Thomas Mann Randolph und Martha Jefferson Randolph, Tochter des dritten US-Präsidenten Thomas Jefferson. Am 6. März 1815 heiratete er Jane Hollins Nicholas. Das Paar bekam zwölf Kinder, neun Mädchen und drei Jungen:
- Margaret Smith Randolph (1816–1843)
- Mary Randolph (1818–1821)
- Martha Jefferson Randolph (1817–1857)
- Carey Anne Randolph (1820–1859)
- Ellen Wayles Randolph (1823–1896)
- Maria Jefferson Carr Randolph (1826–1902)
- Caroline Ramsey Randolph (1828–1902)
- Thomas Jefferson Randolph (1829–1872)
- Jane Randolph (1831–1868)
- Wilson Cary Nicholas Randolph (1834–1907)
- Meriweather Randolph (1837–1871)
- Sarah Randolph (1839–1892 oder 1895)

## Leben und Wirken

### Jugend
Randolphs Bildungsjahre fanden zu Hause statt und mit 15 Jahren wurde er nach Philadelphia geschickt. In seinen Studien über Botanik, Naturgeschichte und Anatomie wurde er von seinem Großvater Thomas Jefferson beaufsichtigt. 

### Leben
Nach seiner Hochzeit zogen er und seine Frau im Jahre 1817 von Monticello nach Tufton um. Der finanzielle Ruin seines Schwiegervaters und die Misswirtschaft seines Vaters belasteten ihn sehr und führte auch zur Entfremdung zu seinem Vater während seiner Bemühungen, den Schaden zu mildern. Für einen kurzen Zeitraum begann Randolph für seine Mutter und seinen Großvater Monticello zu verwalten. Als Thomas Jefferson am 4. Juli 1826 starb, wurde Thomas Jefferson Randolph zum Testamentsvollstrecker in seinem Testament bestimmt. Um die Schulden seines Großvaters zu bezahlen, ordnete er den Verkauf von Monticello und die meisten der 130 Sklaven an. Er beschrieb den Verkauf als eine "traurige Szene". 
Im Jahre 1829 veröffentlichte Randolph Memoir, Correspondence And Miscellanies: From The Papers Of Thomas Jefferson, die erste Sammlung von Schriften seines Großvaters Thomas Jefferson. Von 1857 bis 1864 war Randolph Rektor an der University of Virginia, die im Jahre 1819 auf Betreiben von Thomas Jefferson gegründet wurde.
Randolph war wie sein Vater Thomas Mann Randolph Mitglied der Freimaurerloge "Door to Virtue Lodge No. 44".

### Politik
Randolph diente als Abgeordneter im Abgeordnetenhaus von Virginia. Im Jahre 1831 kam es in Virginia zu einem Sklavenaufstand unter der Führung von Nat Turner. Bei diesem Aufstand wurden 55 weiße Menschen getötet, bis schließlich eine Miliz den Aufstand niederschlagen konnte. Turner wurde am 30. Oktober 1831 gefangen genommen und am 11. November hingerichtet. Als Reaktion auf diesen Aufstand legte Randolph einen Plan vor, der eine schrittweise Emanzipation von Sklavenkindern ab einem gewissen Alter und nach Abschluss einer Lehre vorsah. Des Weiteren befürwortete Randolph die, vom Staat bezahlte, Deportation von freien Negern in speziell dafür angelegte Kolonien in Afrika. Den gleichen Vorschlag machte bereits sein Großvater Thomas Jefferson in seinem Buch "Betrachtungen über den Staat Virginia", welches im Jahre 1785 erschien. Der Plan wurde jedoch abgelehnt.
Nach der Präsidentschaftswahl in den Vereinigten Staaten 1844 war Randolph im Jahre 1845 einer der Wahlmänner des Electoral College in seinem Heimatstaat Virginia.

### Amerikanischer Bürgerkrieg
Randolph war ein überzeugter Befürworter der Sezession der Südstaaten und der Konföderierten Staaten von Amerika. Als der Sezessionskrieg im Jahre 1861 begann, war Randolph 68 Jahre alt und somit zu alt, um zu kämpfen. Dennoch wurde ihm der Rang eines Colonel einer Kommission in der konföderierten Armee verliehen. Er kritisierte den Abolitionismus in den Nordstaaten, als eine an die Sklaven gerichtete Revolution, der sklavischen Aufstand und Bürgerkrieg bedeuten würde, während er den Abolitionismus in den Südstaaten als eine friedliche Reform, der an die weiße Bevölkerung der Sklavenstaaten gerichtet war, lobte.

### Geschäftsmann
Randolph war, abgesehen von seiner Tätigkeit als Pflanzer, auch im Handel und Bankgewerbe aktiv. Dazu war er Aktionär einer Textilfabrik in Charlottesville, dessen Präsident er von 1873 bis 1875 auch wurde.

### Letzte Jahre
Im Alter von knapp 80 Jahren leitete u. a. Randolph im Jahre 1872 die Democratic National Convention, in der Horace Greeley als Kandidat der Demokratischen Partei für die Präsidentschaftswahl im Jahre 1872 nominiert wurde. In dieser Convention bekannte sich Randolph dazu, dass er "achtzig Jahre seines Lebens in der Demokratisch-Republikanischen Partei verbracht hat", wohl eine Anspielung auf die von seinem Großvater Thomas Jefferson gegründete Demokratisch-Republikanische Partei, die erst unter dem siebten US-Präsidenten Andrew Jackson zur Demokratischen Partei umgestaltet wurde und zum ersten Mal in der Präsidentschaftswahl von 1828 als solche die politische Bühne betrat.
Thomas Jefferson Randolph starb am 7. Oktober 1875 als Folge eines Kutschenunfalls im Alter von 83 Jahren bei Edgehill.